# John Lumley, I barone Lumley
John Lumley (1533 – 1609) è stato un nobile e letterato inglese, barone di Lumley, conosciuto per essere stato uno dei maggiori collezionisti di libri della sua epoca.

## Biografia
Nacque intorno al 1533 come figlio unico di George Lumley (condannato a morte per aver preso parte al Pellegrinaggio di Grazia) e Jane, figlia ed erede di Sir Richard Knightley di Upton, Northamptonshire. Divenne l'unico erede del nonno John, Lord Lumley.
In una petizione rivolta a Edoardo VI d'Inghilterra, Lumley dichiarò che era bambino alla morte del nonno nel 1544, i cui titoli non poté ereditare a causa dell'esecuzione del padre. Nel 1547 ottenne un Atto del parlamento che lo restaurò nei diritti successori. Divenne così Barone Lumley e poté far parte del Parlamento dal 5 ottobre 1553 al 5 novembre 1605.
Venne creato cavaliere dell'ordine del Bagno il 29 novembre 1553 e prese parte all'incoronazione di Maria I d'Inghilterra. Prese inoltre servizio come Commissioner of Claims alle incoronazioni di Elisabetta I e Giacomo I.
Successivamente venne tuttavia sospettato di tramare a favore di Maria Stuarda, regine di Scozia, e venne per questo imprigionato nel 1570 con suo suocero il conte di Arundel. Nell'ottobre del 1586 fu uno dei giudici nel processo contro la regina di Scozia e anche nel 1602 nel processo contro Robert Devereux, II conte d'Essex.

## Matrimoni
Lumley si sposò, prima del 4 marzo 1552, con Jane FitzAlan, figlia maggiore di Henry FitzAlan, XIX conte di Arundel e Catherine Grey.
Dopo esser rimasto vedovo si risposò con Elizabeth Darcy, figlia di Thomas Darcy, II barone Darcy di Chiche.